# Persone di nome Alexander
| Questa pagina contiene informazioni ricavate automaticamente dalle voci biografiche con l'ausilio del template Bio e di un bot. L'aggiornamento è periodico e automatico e ricostruisce completamente la pagina. Se manca una persona in questa lista, sei pregato di non aggiungerla, ma accertati piuttosto che la sua voce biografica contenga il template Bio e che i dati anagrafici siano correttamente compilati. Se il template Bio manca, inseriscilo tu stesso o, in alternativa, metti l'avviso {{tmp\|Bio}} che ne segnala la mancanza. Se i dati riportati sono sbagliati, correggi direttamente la voce biografica; le modifiche saranno visibili in questa lista entro pochi giorni. Per chiarimenti vedi il progetto antroponimi. La lista contiene solo le 918 persone che sono citate nell'enciclopedia e per le quali è stato implementato correttamente il template Bio. Pagina aggiornata al 6 ago 2025. |

Questa è una lista di persone presenti nell'enciclopedia che hanno il nome Alexander, suddivise per attività principale.

## Allenatori di calcio(26)
- Alexander Bade, allenatore di calcio e ex calciatore tedesco (Berlino, n. 1970)
- Alexander Blessin, allenatore di calcio e ex calciatore tedesco (Stoccarda, n. 1973)
- Sandy Clark, allenatore di calcio e ex calciatore scozzese (Airdrie, n. 1956)
- Sandy Davie, allenatore di calcio e ex calciatore scozzese (Dundee, n. 1945)
- Zander Diamond, allenatore di calcio e ex calciatore scozzese (Alexandria, n. 1985)
- Alexander Escobar, allenatore di calcio e ex calciatore colombiano (Cali, n. 1965)
- Alexander Farnerud, allenatore di calcio e ex calciatore svedese (Landskrona, n. 1984)
- Alexander Frei, allenatore di calcio e ex calciatore svizzero (Basilea, n. 1979)
- Alexander Gerndt, allenatore di calcio e ex calciatore svedese (Visby, n. 1986)
- Alexander Hauser, allenatore di calcio e ex calciatore austriaco (Sankt Johann in Tirol, n. 1984)
- Alex McLeish, allenatore di calcio e ex calciatore scozzese (Glasgow, n. 1959)
- Alexander Medina, allenatore di calcio e ex calciatore uruguaiano (Salto, n. 1978)
- Alexander Meier, allenatore di calcio e ex calciatore tedesco (Buchholz in der Nordheide, n. 1983)
- Alex Neil, allenatore di calcio e ex calciatore scozzese (Bellshill, n. 1981)
- Alexander Nouri, allenatore di calcio e ex calciatore tedesco (Buxtehude, n. 1979)
- Alex Pastoor, allenatore di calcio e ex calciatore olandese (Amsterdam, n. 1966)
- Alex Rae, allenatore di calcio e ex calciatore scozzese (Glasgow, n. 1969)
- Alex Revell, allenatore di calcio e ex calciatore inglese (Cambridge, n. 1983)
- Alexander Schmidt, allenatore di calcio tedesco (Augusta, n. 1968)
- Alexander Schur, allenatore di calcio e ex calciatore tedesco (Francoforte sul Meno, n. 1971)
- Alexander Straus, allenatore di calcio norvegese (Bergen, n. 1975)
- Alexander Strehmel, allenatore di calcio e ex calciatore tedesco (Münden, n. 1967)
- Alexander Vencel, allenatore di calcio e ex calciatore cecoslovacco (Ilva Mare, n. 1944)
- Alexander Vencel, allenatore di calcio e ex calciatore slovacco (Bratislava, n. 1967)
- Alexander Zickler, allenatore di calcio e ex calciatore tedesco (Bad Salzungen, n. 1974)
- Alexander Zorniger, allenatore di calcio tedesco (Mutlangen, n. 1967)

## Allenatori di hockey su ghiaccio(2)
- Alexander Egger, allenatore di hockey su ghiaccio e ex hockeista su ghiaccio italiano (Bolzano, n. 1979)
- Alexander Gschliesser, allenatore di hockey su ghiaccio e ex hockeista su ghiaccio italiano (Vipiteno, n. 1973)

## Allenatori di pallacanestro(2)
- Keith Mair, allenatore di pallacanestro e dirigente sportivo neozelandese (Taumanurui, n. 1944)
- Alex Nwora, allenatore di pallacanestro nigeriano (Onitsha, n. 1968)

## Allenatori di sci alpino(4)
- Alek Glebov, allenatore di sci alpino e ex sciatore alpino sloveno (Maribor, n. 1983)
- Alexander Hödlmoser, allenatore di sci alpino e ex sciatore alpino austriaco (Salisburgo, n. 1968)
- Alexander Ploner, allenatore di sci alpino e ex sciatore alpino italiano (Brunico, n. 1978)
- Alexander Prosch, allenatore di sci alpino e ex sciatore alpino italiano (n. 1976)

## Allenatori di tennis(1)
- Alexander Peya, allenatore di tennis e ex tennista austriaco (Vienna, n. 1980)

## Alpinisti(2)
- Alexander Burgener, alpinista svizzero (Saas-Fee, n. 1845 - Mönch, † 1910)
- Alexander Kellas, alpinista e fisiologo scozzese (Aberdeen, n. 1868 - Kampa Dzong, † 1921)

## Ambasciatori(1)
- Alexander Stanhope, ambasciatore inglese (n. 1638 - † 1707)

## Ammiragli(5)
- Alexander Ball, ammiraglio britannico (Painswick, n. 1757 - Attard, † 1809)
- Alexander Cochrane, ammiraglio scozzese (Scozia, n. 1758 - Parigi, † 1832)
- Alexander Ludovic Duff, ammiraglio inglese (Knockleith, n. 1862 - Londra, † 1933)
- Alexander Gordon-Lennox, ammiraglio scozzese (n. 1911 - † 1987)
- Alexander Ramsay, ammiraglio britannico (Londra, n. 1881 - Windlesham, † 1972)

## Anarchici(1)
- Alexander Atabekian, anarchico armeno (Shusha, n. 1868 - † 1940)

## Animatori(1)
- Alexander Williams, animatore e fumettista britannico (Londra, n. 1967)

## Antifascisti(1)
- Alexander Schmorell, antifascista tedesco (Orenburg, n. 1917 - Monaco di Baviera, † 1943)

## Antiquari(1)
- Alexander Henry Rhind, antiquario e egittologo britannico (Wick, n. 1833 - † 1863)

## Aracnologi(1)
- Alexander Petrunkevitch, aracnologo e entomologo russo (Kiev, n. 1875 - New Haven, † 1964)

## Arbitri di calcio(1)
- Alexander Harkam, arbitro di calcio austriaco (Graz, n. 1981)

## Archeologi(3)
- Alexander Conze, archeologo tedesco (Hannover, n. 1831 - Berlino, † 1914)
- Alexander Cunningham, archeologo e numismatico britannico (Londra, n. 1814 - Londra, † 1893)
- Alexander Langsdorff, archeologo tedesco (Alsfeld, n. 1898 - Eutin, † 1946)

## Architetti(5)
- Alexander von Branca, architetto tedesco (Monaco di Baviera, n. 1919 - Miesbach, † 2011)
- Alexander Klein, architetto russo (Odessa, n. 1879 - New York, † 1961)
- Alexander Skutecký, architetto slovacco (Vienna, n. 1883 - luogo ignoto presso Banská Bystrica, † 1944)
- Alexander Thomson, architetto scozzese (n. 1817 - † 1875)
- Alexander Wittek, architetto e scacchista austro-ungarico (Sisak, n. 1852 - Graz, † 1894)

## Arcivescovi cattolici(1)
- Alexander King Sample, arcivescovo cattolico statunitense (Kalispell, n. 1960)

## Arrampicatori(2)
- Alexander Huber, arrampicatore e alpinista tedesco (Trostberg, n. 1968)
- Alexander Megos, arrampicatore tedesco (Erlangen, n. 1993)

## Artisti marziali misti(2)
- Alexander Gustafsson, artista marziale misto svedese (Arboga, n. 1987)
- Alexander Volkanovski, artista marziale misto australiano (Wollongong, n. 1988)

## Assassini seriali(1)
- Sawney Bean, assassino seriale britannico (East Lothian)

## Astisti(1)
- Alexander Straub, astista tedesco (Geislingen an der Steige, n. 1983)

## Astronauti(1)
- Alexander Gerst, astronauta tedesco (Künzelsau, n. 1976)

## Astronomi(3)
- Alexander Forbes Irvine Forbes, astronomo sudafricano (Kinellar, n. 1871 - Città del Capo, † 1959)
- Alexander Kostin, astronomo statunitense
- Alexander Pravda, astronomo slovacco

## Attivisti(1)
- Alex Fridman, attivista e politico bielorusso (Pinsk, n. 1988)

## Attori teatrali(1)
- Alexander Pope, attore teatrale e pittore irlandese (Cork, n. 1763 - Londra, † 1835)

## Aviatori(1)
- Alexander Tahy, aviatore austro-ungarico (Nyíregyháza, n. 1896 - Mansuè, † 1918)

## Avvocati(1)
- Alexander Annesley, avvocato e scrittore britannico († 1813)

## Banchieri(1)
- Alexander Mitchell, banchiere, imprenditore e politico statunitense (Ellon, n. 1817 - New York, † 1887)

## Baritoni(1)
- Alexander De Svéd, baritono ungherese (Budapest, n. 1906 - Vienna, † 1979)

## Bassi(1)
- Alexander Kipnis, basso russo (Žytomyr, n. 1891 - Westport, † 1978)

## Batteristi(1)
- Alex van Halen, batterista olandese (Amsterdam, n. 1953)

## Biatleti(2)
- Alexander Os, ex biatleta norvegese (Fauske, n. 1980)
- Alexander Wolf, ex biatleta tedesco (Smalcalda, n. 1978)

## Biblisti(1)
- Alexander Souter, biblista, latinista e grecista britannico (Perth, n. 1873 - † 1949)

## Biochimici(2)
- Alexander Levitzki, biochimico israeliano (Gerusalemme, n. 1940)
- Alexander Varshavsky, biochimico e insegnante russo (Mosca, n. 1946)

## Biologi(3)
- Eduard Friedrich Eversmann, biologo e esploratore tedesco (Wehringhausen, n. 1794 - Kazan', † 1860)
- Alexander von Nordmann, biologo finlandese (Ruotsinsalmi, n. 1803 - Helsinki, † 1866)
- Alexander Rich, biologo e biofisico statunitense (Hartford, n. 1924 - Boston, † 2015)

## Bobbisti(8)
- Alexander Gruber, bobbista tedesco
- Alexander Kopacz, bobbista canadese (London, n. 1990)
- Alex Mann, bobbista tedesco (Monaco di Baviera, n. 1980)
- Alex Metzger, bobbista tedesco (n. 1973)
- Alexander Richardson, bobbista e militare britannico (Gerrards Cross, n. 1887 - Lymington, † 1964)
- Alexander Rödiger, bobbista e pesista tedesco (Eisenach, n. 1985)
- Alexander Schüller, bobbista tedesco (n. 1997)
- Alexander Szelig, bobbista tedesco (Werdau, n. 1966)

## Botanici(8)
- Alexander Becker, botanico e entomologo tedesco (Antica Sarepta, n. 1818 - Antica Sarepta, † 1901)
- Alexander Carl Heinrich Braun, botanico tedesco (Ratisbona, n. 1805 - Berlino, † 1877)
- Alexander G. Floyd, botanico australiano (Hampton, n. 1926 - † 2022)
- Alexander Garden, botanico e medico scozzese (Aberdeenshire, n. 1730 - Londra, † 1791)
- Alexander Segger George, botanico australiano (East Fremantle, n. 1939)
- Alexander Zahlbruckner, botanico austriaco (n. 1860 - † 1938)
- Alexander Zippelius, botanico olandese (Würzburg, n. 1797 - Kupang, † 1828)
- Alexander von Bunge, botanico tedesco (Kiev, n. 1803 - Kiltsi, † 1890)

## Canoisti(1)
- Alexander Grimm, canoista tedesco (Augusta, n. 1986)

## Canottieri(7)
- Alexander Belonogoff, canottiere australiano (Moura, n. 1990)
- Mahé Drysdale, canottiere neozelandese (Melbourne, n. 1978)
- Alexander Gleichmann, canottiere tedesco (Amburgo, n. 1879 - Amburgo, † 1969)
- Alexander Hill, canottiere australiano (Berri, n. 1993)
- Alexander Lloyd, canottiere australiano (Darlinghurst, n. 1990)
- Alexander McCulloch, canottiere britannico (Melbourne, n. 1887 - Goring-on-Thames, † 1951)
- Alexander Purnell, canottiere australiano (Brisbane, n. 1995)

## Cantanti(10)
- Alex Band, cantante statunitense (Los Angeles, n. 1981)
- Alexander Bard, cantante e produttore discografico svedese (Motala, n. 1961)
- Haddaway, cantante trinidadiano (Port of Spain, n. 1965)
- Alex Kapranos, cantante e chitarrista britannico (Almondsbury, n. 1972)
- Alexander Klaws, cantante e attore tedesco (Ahlen, n. 1983)
- Alexander Krull, cantante, musicista e produttore discografico tedesco (Ludwigsburg, n. 1970)
- Rex Orange County, cantante e musicista britannico (Grayshott, n. 1998)
- Alexander O'Neal, cantante statunitense (Natchez, n. 1953)
- Alexander Veljanov, cantante macedone
- Alex Warren, cantante e youtuber statunitense (Carlsbad, n. 2000)

## Cantanti lirici(1)
- Alexander Malta, cantante lirico svizzero (San Gallo, n. 1938 - † 2016)

## Cantautori(4)
- Alex Clare, cantautore britannico (Southwark, n. 1985)
- Alex Lloyd, cantautore australiano (Sydney, n. 1974)
- Alex Turner, cantautore e chitarrista britannico (Sheffield, n. 1986)
- Alex Uhlmann, cantautore e chitarrista lussemburghese (Lussemburgo, n. 1981)

## Cardinali(1)
- Alexander Rudnay Divékújfalusi, cardinale e arcivescovo cattolico slovacco (Szentkereszt/Kríž nad Váhom, n. 1760 - Esztergom, † 1831)

## Cestisti(33)
- Álex Abreu, cestista portoricano (Bayamón, n. 1991)
- Alex Acker, ex cestista e allenatore di pallacanestro statunitense (Compton, n. 1983)
- Alexander Bak, cestista danese (Hørsholm, n. 1991)
- Alex Barcello, cestista statunitense (Phoenix, n. 1998)
- Alex Davis, cestista statunitense (Houston, n. 1992)
- Alex Devlin, ex cestista canadese (Edmonton, n. 1949)
- Alexander Ducas, cestista australiano (Geraldton, n. 2000)
- Alex Eke, cestista britannico (Westminster, n. 1912 - Brent, † 2004)
- Boo Ellis, cestista statunitense (Hamilton, n. 1936 - Indianapolis, † 2010)
- Alex English, ex cestista, allenatore di pallacanestro e attore statunitense (Columbia, n. 1954)
- Álex Falcón, ex cestista e allenatore di pallacanestro portoricano (Río Piedras, n. 1973)
- Alex Franklin, cestista statunitense (Reading, n. 1988)
- Álex Galindo, ex cestista portoricano (Mayagüez, n. 1985)
- Alex Groza, cestista, allenatore di pallacanestro e dirigente sportivo statunitense (Martins Ferry, n. 1926 - San Diego, † 1995)
- Alex Hannum, cestista, allenatore di pallacanestro e dirigente sportivo statunitense (Los Angeles, n. 1923 - San Diego, † 2002)
- Alex Harris, ex cestista statunitense (Mission Viejo, n. 1986)
- Alex Herrera, cestista statunitense (Ignacio, n. 1992)
- Alex Jensen, ex cestista e allenatore di pallacanestro statunitense (Pocatello, n. 1976)
- Alexander Johnson, ex cestista statunitense (Albany, n. 1983)
- Alexander Kühl, ex cestista tedesco (Rendsburg, n. 1973)
- Alexander Lindqvist, cestista svedese (Sundbyberg, n. 1991)
- Alex Loughton, cestista australiano (Perth, n. 1983)
- Alexander Madsen, cestista finlandese (Valkeala, n. 1995)
- Alexander Martino, cestista svizzero (Lugano, n. 1998)
- Alex Nelcha, ex cestista e allenatore di pallacanestro venezuelano (Caracas, n. 1968)
- Alex Oriakhi, ex cestista statunitense (Lowell, n. 1990)
- Petey Rosenberg, cestista statunitense (Filadelfia, n. 1918 - Filadelfia, † 1997)
- Alex Ruoff, ex cestista e allenatore di pallacanestro statunitense (Hamilton, n. 1986)
- Alex Stepheson, ex cestista statunitense (Los Angeles, n. 1987)
- Alex Tyus, cestista statunitense (Abilene, n. 1988)
- Alexander Vargas, ex cestista e politico venezuelano (Caracas, n. 1969)
- Alex Wesby, ex cestista statunitense (Filadelfia, n. 1980)
- Alex Young, cestista statunitense (Gary, n. 1989)

## Chimici(4)
- Alexander Mitscherlich, chimico tedesco (Berlino, n. 1836 - Oberstdorf, † 1918)
- Alexander Shulgin, chimico, biochimico e farmacologo statunitense (Berkeley, n. 1925 - Berkeley, † 2014)
- Alexander Robertus Todd, chimico scozzese (Glasgow, n. 1907 - Cambridge, † 1997)
- Alexander William Williamson, chimico britannico (Londra, n. 1824 - Hindhead, † 1904)

## Chirurghi(2)
- Alexander Anderson, chirurgo e botanico scozzese (Aberdeen, n. 1748 - isola di Saint Vincent - Caraibi, † 1811)
- Alexander Tietze, chirurgo tedesco (Neumark, n. 1864 - Breslavia, † 1927)

## Chitarristi(1)
- Alex Skolnick, chitarrista statunitense (Berkeley, n. 1968)

## Ciclisti su strada(8)
- Alex Aranburu, ciclista su strada spagnolo (Ezkio-Itsaso, n. 1995)
- Alexander Cataford, ex ciclista su strada canadese (Ottawa, n. 1993)
- Alexander Hajek, ciclista su strada e pistard austriaco (n. 2003)
- Alexander Kamp, ciclista su strada danese (Køge, n. 1993)
- Alexander Konychev, ciclista su strada italiano (Verona, n. 1998)
- Alexander Krieger, ciclista su strada tedesco (Stoccarda, n. 1991)
- Alexander Kristoff, ciclista su strada norvegese (Oslo, n. 1987)
- Alexander Salby, ciclista su strada danese (Aabenraa, n. 1998)

## Collezionisti d'arte(1)
- Alexander Iolas, collezionista d'arte e gallerista greco (Alessandria d'Egitto, n. 1907 - New York, † 1987)

## Compositori(7)
- Alexander Ackermann, compositore fiammingo (Gand - Valladolid, † 1506)
- Alexander Courage, compositore e arrangiatore statunitense (Filadelfia, n. 1919 - Pacific Palisades, † 2008)
- Alexander Campbell Mackenzie, compositore e direttore d'orchestra britannico (Edimburgo, n. 1847 - Londra, † 1935)
- Alexander Moyzes, compositore slovacco (Kláštor pod Znievom, n. 1906 - Bratislava, † 1984)
- Alexander Rahbari, compositore e direttore d'orchestra iraniano (Teheran, n. 1948)
- Alexander von Schlippenbach, compositore e pianista tedesco (Berlino, n. 1938)
- Alexander von Zemlinsky, compositore e direttore d'orchestra austriaco (Vienna, n. 1871 - Larchmont, † 1942)

## Condottieri(1)
- Alexander Stewart, condottiero scozzese (n. 1454 - Francia, † 1485)

## Conduttori radiofonici(1)
- Alex Jones, conduttore radiofonico statunitense (Dallas, n. 1974)

## Corsari(1)
- Alexander Selkirk, corsaro britannico (Lower Largo, n. 1676 - oceano Atlantico, † 1723)

## Critici letterari(1)
- Alexander Matuška, critico letterario e saggista slovacco (Banská Bystrica, n. 1910 - Bratislava, † 1975)

## Culturisti(1)
- Alexander Dargatz, culturista tedesco (Francoforte, n. 1977)

## Danzatori(3)
- Alexander Bennett, ballerino britannico (Leith, n. 1929 - Taynuilt, † 2003)
- Alexander Grant, ballerino e direttore artistico neozelandese (Wellington, n. 1925 - Londra, † 2011)
- Xander Parish, ballerino britannico (North Ferriby, n. 1986)

## Designer(2)
- Sasha Velour, designer e illustratrice statunitense (Berkeley, n. 1987)
- Xanti Schawinsky, designer, fotografo e pittore svizzero (Basilea, n. 1904 - Locarno, † 1979)

## Diplomatici(4)
- Alexander Drummond, diplomatico e viaggiatore scozzese (Edimburgo, n. 1698 - Edimburgo, † 1769)
- Alexander Hill Everett, diplomatico statunitense (Boston, n. 1792 - Canton, † 1847)
- Alexander Comstock Kirk, diplomatico statunitense (Chicago, n. 1888 - Tucson, † 1979)
- Alexandros Mavrokordatos, diplomatico ottomano (Costantinopoli, n. 1636 - Costantinopoli, † 1709)

## Direttori d'orchestra(4)
- Alexander Briger, direttore d'orchestra australiano (Sydney, n. 1969)
- Alexander Gibson, direttore d'orchestra scozzese (Motherwell, n. 1926 - † 1995)
- Alexander Shelley, direttore d'orchestra britannico (Londra, n. 1979)
- Alexander Smallens, direttore d'orchestra e direttore artistico russo (San Pietroburgo, n. 1889 - Tucson, † 1972)

## Dirigenti sportivi(3)
- Alexander Cartwright, dirigente sportivo statunitense (New York, n. 1820 - Honolulu, † 1892)
- Alexander Rosen, dirigente sportivo e ex calciatore tedesco (Augusta, n. 1979)
- Alexander Watson Hutton, dirigente sportivo e insegnante scozzese (Glasgow, n. 1853 - Buenos Aires, † 1936)

## Disc jockey(3)
- Zane Lowe, disc jockey, conduttore radiofonico e conduttore televisivo neozelandese (Auckland, n. 1973)
- Boys Noize, disc jockey e compositore tedesco (Amburgo, n. 1982)
- Sasha, disc jockey e produttore discografico gallese (Bangor, n. 1969)

## Discoboli(1)
- Alex Rose, discobolo statunitense (West Branch, n. 1991)

## Divulgatori scientifici(1)
- Alexander Unzicker, divulgatore scientifico tedesco (Monaco di Baviera, n. 1965)

## Economisti(3)
- Alexander Gerschenkron, economista russo (Odessa, n. 1904 - Cambridge, † 1978)
- Alexander Krylov, economista tedesco (n. 1969)
- Alexander Rüstow, economista e sociologo tedesco (Wiesbaden, n. 1885 - Heidelberg, † 1963)

## Editori(1)
- Alexander Donat, editore polacco (Varsavia, n. 1905 - New York, † 1983)

## Educatori(1)
- Alexander Bernstein, educatore statunitense (New York, n. 1955 - New York, † 2025)

## Entomologi(2)
- Alexander Henry Haliday, entomologo irlandese (Holywood, n. 1807 - Lucca, † 1870)
- Alexander Walker Scott, entomologo australiano (Bombay, n. 1800 - Sydney, † 1883)

## Esploratori(7)
- Alexander Burnes, esploratore, scrittore e militare scozzese (Montrose, n. 1805 - Kabul, † 1841)
- Douglas Carruthers, esploratore e naturalista britannico (Londra, n. 1882 - Londra, † 1962)
- Alexander Kerr, esploratore, ingegnere e militare britannico (Ilford, n. 1892 - Stepney, † 1964)
- Alexander Gordon Laing, esploratore scozzese (Edimburgo, n. 1793 - presso Timbuctù, † 1826)
- Alexander Murdoch Mackay, esploratore scozzese (Aberdeen, n. 1849 - Uganda, † 1890)
- Alexander Mackenzie, esploratore britannico (Stornoway, n. 1764 - Dunkeld, † 1820)
- Alexander Frederick Richmond Wollaston, esploratore, medico e botanico britannico (Bristol, n. 1875 - Cambridge, † 1930)

## Farmacisti(1)
- Alexander Tschirch, farmacista tedesco (Guben, n. 1856 - Berna, † 1939)

## Filosofi(4)
- Alexander Bain, filosofo e pedagogista scozzese (Aberdeen, n. 1818 - Aberdeen, † 1903)
- Alexander Gottlieb Baumgarten, filosofo tedesco (Berlino, n. 1714 - Francoforte sull'Oder, † 1762)
- Alexander Gerard, filosofo scozzese (Scozia, n. 1728 - † 1795)
- Alexander Pfänder, filosofo tedesco (Iserlohn, n. 1870 - Monaco di Baviera, † 1941)

## Fondisti(1)
- Alexander Marent, ex fondista austriaco (Alberschwende, n. 1969)

## Fotografi(2)
- Alexander Binder, fotografo tedesco (Alessandria d'Egitto, n. 1888 - Berlino, † 1929)
- Alexander Gardner, fotografo e gioielliere scozzese (Paisley, n. 1821 - Washington, † 1882)

## Genealogisti(1)
- Alexander Colin Cole, genealogista inglese (Surrey, n. 1922 - † 2001)

## Generali(23)
- Alexander von Benckendorff, generale russo (Reval, n. 1781 - Keila-Joa, † 1844)
- Alexander Conrady, generale tedesco (Nuova Ulma, n. 1903 - Augusta, † 1983)
- Alexandre Digeon, generale, politico e nobile francese (Parigi, n. 1771 - Ronqueux, † 1826)
- Alexander Fraser, XVII Lord Saltoun, generale britannico (Londra, n. 1785 - Rothes, † 1853)
- Alexander Godley, generale britannico (Chatham, n. 1867 - Oxford, † 1957)
- Alexander Haig, generale e politico statunitense (Filadelfia, n. 1924 - Baltimora, † 2010)
- Alexander Hamilton-Gordon, generale britannico (n. 1859 - † 1939)
- Alexander Hermann von Wartensleben, generale prussiano (Lippspringe, n. 1650 - Berlino, † 1734)
- Alexander Hore-Ruthven, I conte di Gowrie, generale e politico britannico (Windsor, n. 1872 - Shipton Moyne, † 1955)
- Alexander von Kluck, generale tedesco (Münster, n. 1846 - Berlino, † 1934)
- Alexander von Koller, generale e politico austriaco (Praga, n. 1813 - Baden, † 1890)
- Alexander von Krobatin, generale austro-ungarico (Olomouc, n. 1849 - Vienna, † 1933)
- Alexander R. Lawton, generale e diplomatico statunitense (Contea di Beaufort, n. 1818 - Clifton Springs, † 1896)
- Alexander Leslie, generale scozzese (Castello di Balgonie, † 1661)
- Alexander Leslie, generale britannico (n. 1731 - Beechwood House, † 1794)
- Alexander von Linsingen, generale tedesco (Hildesheim, n. 1850 - Hannover, † 1935)
- Alexander Löhr, generale austriaco (Drobeta-Turnu Severin, n. 1885 - Belgrado, † 1947)
- Alexander Mackenzie-Fraser, generale britannico (Aberdeenshire, n. 1758 - Regno d'Olanda, † 1809)
- Alexander von Metz, generale austriaco (Langenlois, n. 1826 - Vienna, † 1889)
- Alexander August Wilhelm von Pape, generale prussiano (Berlino, n. 1813 - Berlino, † 1895)
- Alexander Patch, generale statunitense (Huachuca City, n. 1889 - San Antonio, † 1945)
- Alexander Schimmelfennig, generale e rivoluzionario tedesco (Bromberg, n. 1824 - Wernersville, † 1865)
- Alexander Vandegrift, generale statunitense (Charlottesville, n. 1887 - Bethesda, † 1973)

## Geografi(2)
- Alexander Dalrymple, geografo, cartografo e esploratore britannico (New Hailes, n. 1737 - † 1808)
- Alexander Georg Supan, geografo austriaco (San Candido, n. 1847 - Breslavia, † 1920)

## Geologi(5)
- Alexander Keyserling, geologo, paleontologo e botanico tedesco (Kabillen, n. 1815 - Raikküla, † 1891)
- Alexander Sadebeck, geologo e mineralogista tedesco (Breslavia, n. 1843 - Amburgo, † 1879)
- Alexander Stevens, geologo e esploratore britannico (Kilmarnock, n. 1886 - Arncroach, † 1965)
- Alexander Winchell, geologo e paleontologo statunitense (Dutchess County, n. 1824 - Ann Arbor, † 1891)
- Alexander Newton Winchell, geologo e mineralogista statunitense (Minneapolis, n. 1874 - New Haven, † 1958)

## Ginecologi(1)
- Alexander Skene, ginecologo scozzese (Fyvie, n. 1837 - Catskill Mountains, † 1900)

## Ginnasti(3)
- Alexander Artemev, ginnasta statunitense (Minsk, n. 1985)
- Alexander Naddour, ginnasta statunitense (Gilbert, n. 1991)
- Alexander Shatilov, ginnasta israeliano (Tashkent, n. 1987)

## Giocatori di badminton(2)
- Alan Budikusuma, ex giocatore di badminton indonesiano (Surabaya, n. 1969)
- Alexander Dunn, giocatore di badminton britannico (Bellshill, n. 1998)

## Giocatori di baseball(5)
- Alex Bregman, giocatore di baseball statunitense (Albuquerque, n. 1994)
- Alex Cobb, giocatore di baseball statunitense (Boston, n. 1987)
- Alex Gordon, ex giocatore di baseball statunitense (Lincoln, n. 1984)
- Alexander Rodriguez, ex giocatore di baseball statunitense (New York, n. 1975)
- Alex Romero, giocatore di baseball venezuelano (Maracaibo, n. 1983)

## Giocatori di beach volley(2)
- Alexander Brouwer, giocatore di beach volley olandese (L'Aia, n. 1989)
- Alexander Horst, giocatore di beach volley austriaco (Vienna, n. 1982)

## Giocatori di calcio a 5(1)
- Alexander Mosquera, ex giocatore di calcio a 5 cubano (n. 1970)

## Giocatori di football americano(19)
- Alexander Armah, giocatore di football americano statunitense (Lawrenceville, n. 1994)
- Alexander Kronborg Bjerre, giocatore di football americano danese
- Alexander Braunsperger, giocatore di football americano tedesco (Eggenfelden, n. 1995)
- Alex Carter, giocatore di football americano statunitense (Fairfax, n. 1994)
- Louis Cooper, ex giocatore di football americano statunitense (Marion, n. 1963)
- Alex Green, giocatore di football americano statunitense (Portland, n. 1988)
- Alexander Hoad, ex giocatore di football americano britannico (Crawley, n. 1984)
- Zander Horvath, giocatore di football americano statunitense (Mishawaka, n. 1998)
- A.J. Johnson, giocatore di football americano statunitense (Gainesville, n. 1991)
- Alex Karras, giocatore di football americano, wrestler e attore statunitense (Gary, n. 1935 - Los Angeles, † 2012)
- Alex Mack, giocatore di football americano statunitense (Santa Barbara, n. 1985)
- Ali Marpet, ex giocatore di football americano statunitense (Hastings-on-Hudson, n. 1993)
- Alexander Mattison, giocatore di football americano statunitense (San Bernardino, n. 1998)
- Alex McGough, giocatore di football americano statunitense (Tampa, n. 1995)
- Alex Silvestro, giocatore di football americano statunitense (Gibbstown, n. 1988)
- Alex Smith, ex giocatore di football americano statunitense (Seattle, n. 1984)
- Alexander Thury, giocatore di football americano austriaco (n. 1994)
- Alex Wojciechowicz, giocatore di football americano statunitense (South River, n. 1915 - Forked River, † 1992)
- Alex Wright, giocatore di football americano statunitense (Elba, n. 2000)

## Giocatori di lacrosse(2)
- Sandy Cowan, giocatore di lacrosse canadese (Chesley, n. 1879 - Victoria, † 1915)
- Sandy Turnbull, giocatore di lacrosse canadese (Paris, n. 1872 - Burnaby, † 1956)

## Giocatori di snooker(2)
- Alex Higgins, giocatore di snooker britannico (Belfast, n. 1949 - † 2010)
- Alexander Ursenbacher, giocatore di snooker svizzero (Rheinfelden, n. 1996)

## Giornalisti(8)
- Alexander Grant Dexter, giornalista canadese (St. Andrews, n. 1896 - Winnipeg, † 1961)
- Sacha Gervasi, giornalista, regista e sceneggiatore inglese (Londra, n. 1966)
- Alexander Jakhnagiev, giornalista, pittore e scultore bulgaro (Sofia, n. 1978)
- Alexander Shirvanzade, giornalista e drammaturgo armeno (n. 1858 - † 1935)
- Alexander Stille, giornalista e scrittore statunitense (New York, n. 1957)
- Alexander Wheelock Thayer, giornalista e musicologo statunitense (South Natick, n. 1817 - Trieste, † 1897)
- Alexander Tilloch, giornalista e inventore britannico (Glasgow, n. 1759 - Islington, † 1825)
- Alexander Woollcott, giornalista, critico letterario e conduttore radiofonico statunitense (New Jersey, n. 1887 - New York, † 1943)

## Giuristi(2)
- Alexander Cunningham, giurista e scacchista scozzese (Cumnock - L'Aia, † 1730)
- Alexander John Mackenzie Stuart, giurista britannico (Aberdeen, n. 1924 - Edimburgo, † 2000)

## Golfisti(3)
- Sandy Lyle, golfista scozzese (Shrewsbury, n. 1958)
- Alexander Mackintosh, golfista statunitense
- Xander Schauffele, golfista statunitense (San Diego, n. 1993)

## Hockeisti su ghiaccio(17)
- Alexander Andergassen, ex hockeista su ghiaccio italiano (Bolzano, n. 1986)
- Alexander Avancini, ex hockeista su ghiaccio italiano (Bolzano, n. 1980)
- Alexander Barta, ex hockeista su ghiaccio tedesco (Berlino, n. 1983)
- Alex Delvecchio, hockeista su ghiaccio e allenatore di hockey su ghiaccio canadese (Fort William, n. 1931 - Rochester, † 2025)
- Alexander Eisath, ex hockeista su ghiaccio italiano (Bolzano, n. 1986)
- Sandy Fitzpatrick, ex hockeista su ghiaccio britannico (Paisley, n. 1943)
- Alex Galchenyuk, hockeista su ghiaccio statunitense (Milwaukee, n. 1994)
- Alex Gellert, ex hockeista su ghiaccio canadese (Milano, n. 1989)
- Alex Ierullo, hockeista su ghiaccio canadese (Woodbridge, n. 1997)
- Alex Killorn, hockeista su ghiaccio canadese (Halifax, n. 1989)
- Alex Petan, hockeista su ghiaccio canadese (Delta, n. 1992)
- Alex Pietrangelo, hockeista su ghiaccio canadese (King City, n. 1990)
- Alexander Steen, hockeista su ghiaccio canadese (Winnipeg, n. 1984)
- Alexander Sullmann, hockeista su ghiaccio italiano (Bolzano, n. 1990)
- Alexander Sulzer, hockeista su ghiaccio tedesco (Kaufbeuren, n. 1984)
- Alexander Thaler, ex hockeista su ghiaccio italiano (Vipiteno, n. 1970)
- Alexander Wennberg, hockeista su ghiaccio svedese (Nacka, n. 1994)

## Immunologi(1)
- Alexander Wiener, immunologo statunitense (New York, n. 1907 - New York, † 1976)

## Imprenditori(8)
- Alex Chesterman, imprenditore britannico (n. 1970)
- Alex Karp, imprenditore statunitense (New York, n. 1967)
- Alexander King, imprenditore britannico (Glasgow, n. 1909 - Londra, † 2007)
- Alexander Knaster, imprenditore britannico (Mosca, n. 1959)
- Lex Peterson, imprenditore e bobbista neozelandese (Palmerston North, n. 1957 - Vancouver, † 2004)
- Alexander Schure, imprenditore, regista cinematografico e produttore cinematografico statunitense (n. 1920 - Long Island, † 2009)
- Alex Spanos, imprenditore e dirigente sportivo statunitense (Stockton, n. 1923 - Stockton, † 2018)
- Alexander Zhukov, imprenditore inglese (Mosca, n. 1954)

## Incisori(1)
- Alexander Anderson, incisore, illustratore e medico statunitense (New York, n. 1775 - Jersey City, † 1870)

## Ingegneri(9)
- Alexander Emanuel Agassiz, ingegnere e biologo svizzero (Neuchâtel, n. 1835 - Oceano Atlantico, † 1910)
- Alexander Graham Bell, ingegnere, inventore e scienziato britannico (Edimburgo, n. 1847 - Beinn Bhreagh, † 1922)
- Aleksandr Jakovlevič Bereznjak, ingegnere sovietico (Bojarkino, n. 1912 - Dubna, † 1974)
- Alexander Heinrich Heyland, ingegnere tedesco (Iserlohn, n. 1869 - Bruxelles, † 1943)
- Alex Hitzinger, ingegnere, progettista e dirigente sportivo tedesco (Passavia, n. 1971)
- Alexander Lyman Holley, ingegnere statunitense (Lakeville, n. 1832 - Brooklyn, † 1882)
- Alec Issigonis, ingegnere britannico (Smirne, n. 1906 - Edgbaston, † 1988)
- Alexander Lippisch, ingegnere tedesco (Monaco di Baviera, n. 1894 - Cedar Rapids, † 1976)
- Alexander Muirhead, ingegnere inglese (Barley Mill, n. 1848 - Shortlands, † 1920)

## Insegnanti(1)
- Alexander von Fielitz, insegnante, direttore d'orchestra e compositore tedesco (Lipsia, n. 1860 - Bad Salzungen, † 1930)

## Inventori(3)
- Alexander Bain, inventore e ingegnere scozzese (Watten, n. 1810 - Broomhill, † 1877)
- Alexander Bruce, II conte di Kincardine, inventore e politico scozzese (n. 1629 - † 1681)
- Alexander Parkes, inventore e chimico inglese (Birmingham, n. 1813 - Londra, † 1890)

## Letterati(1)
- Alexander Baumgartner, letterato e religioso svizzero (San Gallo, n. 1841 - Città del Lussemburgo, † 1910)

## Linguisti(1)
- Alexander Arguelles, linguista statunitense (Chicago, n. 1964)

## Mafiosi(1)
- Aleksandr Solonik, mafioso russo (Kurgan, n. 1960 - Atene, † 1997)

## Maratoneti(1)
- Alexander Mutiso, maratoneta e mezzofondista keniota (n. 1996)

## Matematici(9)
- Alexander Aitken, matematico e statistico neozelandese (Dunedin, n. 1895 - Edimburgo, † 1967)
- Alexander Anderson, matematico scozzese (Aberdeen - Parigi)
- Alexander Keewatin Dewdney, matematico, informatico e filosofo canadese (London, n. 1941 - London, † 2024)
- Alexander Dinghas, matematico greco (Smirne, n. 1908 - Berlino, † 1974)
- Alexander John Ellis, matematico, fisico e filologo britannico (n. 1814 - † 1890)
- Alexander Grothendieck, matematico apolide (Berlino, n. 1928 - Saint-Girons, † 2014)
- Alexander Macfarlane, matematico scozzese (Blairgowrie, n. 1851 - Chatham, † 1913)
- Alexander McAulay, matematico e fisico britannico (Bath, n. 1863 - † 1931)
- Alexander von Brill, matematico tedesco (Darmstadt, n. 1842 - Tubinga, † 1935)

## Mecenati(1)
- Alexander Hardcastle, mecenate e archeologo britannico (Londra, n. 1872 - Agrigento, † 1933)

## Medici(8)
- Alex Comfort, medico e scrittore britannico (n. 1920 - Oxford, † 2000)
- Alexander Fleming, medico, biologo e farmacologo scozzese (Darvel, n. 1881 - Londra, † 1955)
- Alexander von Frantzius, medico e naturalista tedesco (Danzica, n. 1821 - Friburgo in Brisgovia, † 1877)
- Alexander Macklin, medico e esploratore britannico (India, n. 1889 - Aberdeen, † 1967)
- Alexander Monro, medico britannico (Londra, n. 1697 - † 1767)
- Alexander Spengler, medico svizzero (Mannheim, n. 1827 - Davos, † 1901)
- Alexander von Winiwarter, medico austriaco (Vienna, n. 1848 - Liegi, † 1917)
- Alexander Willem Michiel van Hasselt, medico, ufficiale e naturalista olandese (Amsterdam, n. 1814 - L'Aia, † 1902)

## Meteorologi(1)
- Alexander George McAdie, meteorologo statunitense (n. 1863 - † 1943)

## Mezzofondisti(2)
- Alexander Grant, mezzofondista e siepista statunitense (St. Marys, n. 1874 - Narberth, † 1946)
- Alex Hagelsteens, ex mezzofondista e maratoneta belga (Hasselt, n. 1956)

## Micologi(1)
- Alexander Hanchett Smith, micologo e agronomo statunitense (Crandon, n. 1904 - Ann Arbor, † 1986)

## Militari(7)
- Alessandro di Teck, militare britannico (Kensington Palace, n. 1874 - Londra, † 1957)
- Alexander Brosch Edler von Aarenau, militare austro-ungarico (Temesvár, n. 1870 - Rawa Ruska, † 1914)
- Alexander Bülow, militare tedesco (Andriówka, n. 1905)
- Alexander Ross Clarke, militare e geodeta inglese (Reading, n. 1828 - Strathmore, Reigate, † 1914)
- Alexander Piorkowski, ufficiale tedesco (Brema, n. 1904 - Landsberg am Lech, † 1948)
- Alexander Peter Stewart, militare statunitense (Rogersville, n. 1821 - Biloxi, † 1908)
- Alexander Wassilko von Serecki, militare e agente segreto austriaco (Castello di Berhometh, n. 1871 - Bârlad, † 1920)

## Miniatori(2)
- Alexander Bening, miniatore fiammingo (n. 1440 - Gand, † 1519)
- Alexander Cooper, miniaturista inglese (Londra, n. 1609 - Stoccolma, † 1660)

## Missionari(1)
- Alexander Duff, missionario scozzese (Moulin, n. 1806 - Edimburgo, † 1878)

## Modelli(1)
- Alex Lundqvist, supermodello svedese (Stoccolma, n. 1972)

## Musicisti(9)
- Alexander Brandon, musicista e compositore statunitense (Cleveland, n. 1974)
- Sandy Bull, musicista statunitense (New York, n. 1941 - Nashville, † 2001)
- A. G. Cook, musicista inglese (Londra, n. 1990)
- Mura Masa, musicista, disc jockey e cantautore britannico (Castel, n. 1996)
- Alexander Hacke, musicista e produttore discografico tedesco (Berlino, n. 1965)
- Alex Harvey, musicista e cantante scozzese (Glasgow, n. 1935 - Zeebrugge, † 1982)
- Alexander James McLean, musicista e cantante statunitense (West Palm Beach, n. 1978)
- Alexander Perls, musicista e produttore discografico statunitense (Boston, n. 1976)
- Alec Empire, musicista tedesco (Berlino Ovest, n. 1972)

## Naturalisti(1)
- Alexander Gustav von Schrenk, naturalista tedesco (n. 1816 - Tartu, † 1876)

## Navigatori(1)
- Alexander von Tunzelmann, navigatore neozelandese (Nelson, n. 1877 - Invercargill, † 1957)

## Nobili(19)
- Alexander Douglas-Hamilton, XVI duca di Hamilton, nobile scozzese (Edimburgo, n. 1978)
- Alexander Duff, III conte di Fife, nobile scozzese (n. 1731 - Banff, † 1811)
- Alexander Duff, I duca di Fife, nobile britannico (Edimburgo, n. 1849 - Assuan, † 1912)
- Alexander van Fornenbergh, nobile, scrittore e pittore olandese († 1663)
- Alexander Fraser, nobile e cavaliere medievale scozzese (Perth, † 1332)
- Alexander Gordon, I conte di Huntly, nobile scozzese († 1470)
- Alexander Gordon, II duca di Gordon, nobile scozzese (n. 1678 - † 1728)
- Alexander Gordon, IV duca di Gordon, nobile e politico scozzese (Fochabers, n. 1743 - Londra, † 1827)
- Alexander Hamilton, X duca di Hamilton, nobile, politico e collezionista d'arte scozzese (Londra, n. 1767 - Londra, † 1852)
- Alexander di Islay, Conte di Ross, nobile e militare scozzese (Dingwall, † 1449)
- Alexander Karatheodori Pasha, nobile ottomano (Istanbul, n. 1833 - Istanbul, † 1906)
- Alexander Leslie, V conte di Leven, nobile scozzese (n. 1695 - † 1754)
- Alexander Montgomerie, IX conte di Eglinton, nobile scozzese (n. 1660 - Irvine, † 1729)
- Alexander Montgomerie, X conte di Eglinton, nobile scozzese (n. 1723 - Ardrossan, † 1769)
- Alexander Murray, VI conte di Dunmore, nobile scozzese (n. 1804 - † 1845)
- Alexander Óg, nobile scozzese († 1299)
- Alexander Stewart, nobile e arcivescovo cattolico scozzese (n. 1493 - Northumberland, † 1513)
- Alexander Stewart, IV grande intendente di Scozia, nobile e politico scozzese († 1283)
- Alexander Bruce, nobile e religioso scozzese (Carrick, n. 1285 - Carlisle, † 1307)

## Nuotatori(6)
- Alex Baumann, ex nuotatore ceco (Praga, n. 1964)
- Alexander Graham, nuotatore australiano (Auchenflower, n. 1995)
- Tim McKee, ex nuotatore statunitense (Ardmore, n. 1953)
- Alex Meyer, nuotatore statunitense (Rochester, n. 1988)
- Alexander Dale Oen, nuotatore norvegese (Øygarden, n. 1985 - Flagstaff, † 2012)
- Alexander Schowtka, ex nuotatore tedesco (n. 1963)

## Ornitologi(1)
- Alexander Wilson, ornitologo statunitense (Paisley, n. 1766 - Filadelfia, † 1813)

## Paleontologi(3)
- Alexander Bittner, paleontologo e geologo austriaco (Frýdlant, n. 1850 - Vienna, † 1902)
- Alexander Kellner, paleontologo liechtensteinese (Vaduz, n. 1961)
- Alexander Tornquist, paleontologo e geologo tedesco (Amburgo, n. 1868 - Graz, † 1944)

## Pallamanisti(1)
- Alexander Petersson, pallamanista islandese (Riga, n. 1980)

## Pallanuotisti(3)
- Alex Boegschoten, ex pallanuotista olandese (n. 1956)
- Lex Franken, pallanuotista olandese (Utrecht, n. 1916 - Krefeld, † 1990)
- Skip Wolters, pallanuotista singaporiano (n. 1929 - † 2003)

## Pallavolisti(2)
- Alexander Berger, pallavolista austriaco (Aichkirchen, n. 1988)
- Alexander Slaught, pallavolista statunitense (n. 1994)

## Parapsicologi(1)
- Alexander Imich, parapsicologo, chimico e supercentenario polacco (Częstochowa, n. 1903 - New York, † 2014)

## Parolieri(1)
- Al Dubin, paroliere statunitense (Zurigo, n. 1891 - New York, † 1945)

## Patologi(1)
- Alexander Kolisko, patologo austriaco (Vienna, n. 1857 - Vienna, † 1919)

## Pattinatori artistici su ghiaccio(3)
- A. L. Fischer, pattinatore artistico su ghiaccio russo
- Alexander König, ex pattinatore artistico su ghiaccio tedesco (n. 1966)
- Alexander Majorov, pattinatore artistico su ghiaccio russo (Leningrado, n. 1991)

## Pattinatori di short track(1)
- Alexander Fathoullin, pattinatore di short track canadese (Iqaluit, n. 1995)

## Pattinatori di velocità su ghiaccio(1)
- Alexander Hurd, pattinatore di velocità su ghiaccio canadese (Montréal, n. 1910 - Tampa, † 1982)

## Pedagogisti(1)
- Alexander Sutherland Neill, pedagogista scozzese (Forfar, n. 1883 - Leiston, † 1973)

## Pianisti(4)
- Alexander Gavrylyuk, pianista ucraino (Charkiv, n. 1984)
- Alexander Romanovsky, pianista ucraino (Dniprodzeržyns'k, n. 1984)
- Alexander Tamir, pianista e compositore lituano (Vilnius, n. 1931 - Gerusalemme, † 2019)
- Alexander Toradze, pianista georgiano (Tbilisi, n. 1952 - South Bend, † 2022)

## Piloti automobilistici(8)
- Alexander Albon, pilota automobilistico thailandese (Londra, n. 1996)
- Alex Brundle, pilota automobilistico britannico (King's Lynn, n. 1990)
- Alex Lynn, pilota automobilistico britannico (Goodmayes, n. 1993)
- Alex Peroni, pilota automobilistico australiano (Hobart, n. 1999)
- Alexander Rossi, pilota automobilistico statunitense (Nevada City, n. 1991)
- Alexander Sims, pilota automobilistico britannico (Londra, n. 1988)
- Alexander Wurz, pilota automobilistico austriaco (Waidhofen an der Thaya, n. 1974)
- Alex Yoong, ex pilota automobilistico malese (Kuala Lumpur, n. 1976)

## Piloti motociclistici(3)
- Alex Hofmann, pilota motociclistico tedesco (Mindelheim, n. 1980)
- Alex Lowes, pilota motociclistico britannico (Lincoln, n. 1990)
- Alexander Lundh, pilota motociclistico svedese (Värnamo, n. 1986)

## Pistard(2)
- Alexander Edmondson, pistard e ciclista su strada australiano (Miri, n. 1993)
- Alexander Porter, ex pistard e ciclista su strada australiano (Adelaide, n. 1996)

## Pittori(15)
- Alexander Adriaenssen, pittore fiammingo (Anversa, n. 1587 - Anversa, † 1661)
- Rudolf Bauer, pittore tedesco (Wirsitz, n. 1889 - Deal, † 1953)
- Alexander Camaro, pittore tedesco (Breslavia, n. 1901 - Berlino, † 1992)
- Alexander Cozens, pittore britannico (San Pietroburgo, n. 1717 - Londra, † 1786)
- Alexander Frenz, pittore tedesco (Rheydt, n. 1861 - Düsseldorf, † 1941)
- Alexander Heubel, pittore lettone (n. 1813 - Riga, † 1847)
- Alexander Kanoldt, pittore tedesco (Karlsruhe, n. 1881 - Berlino, † 1939)
- Alexander Keirinckx, pittore fiammingo (Anversa, n. 1600 - Amsterdam, † 1652)
- Alexander Kircher, pittore austro-ungarico (Trieste, n. 1867 - Berlino, † 1939)
- Alexander Molinari, pittore tedesco (Berlino, n. 1772 - Dresda, † 1831)
- Alexander Nasmyth, pittore scozzese (Edimburgo, n. 1758 - Edimburgo, † 1840)
- Alexander Roslin, pittore svedese (Malmö, n. 1718 - Parigi, † 1793)
- Alexander Runciman, pittore scozzese (Edimburgo, n. 1736 - Edimburgo, † 1785)
- Alexander Zick, pittore e illustratore tedesco (Coblenza, n. 1845 - Berlino, † 1907)
- Alexander von Salzmann, pittore e scenografo russo (Tbilisi, n. 1874 - Leysin, † 1934)

## Poeti(4)
- Alexander Barclay, poeta britannico (Croydon, † 1552)
- Alexander Lozza, poeta e presbitero svizzero (Marmorera, n. 1880 - Tiefencastel, † 1953)
- Alexander Pope, poeta inglese (Londra, n. 1688 - Twickenham, † 1744)
- Alexander Smith, poeta scozzese (Kilmarnock, n. 1830 - Wardie, † 1867)

## Polistrumentisti(1)
- Skip Spence, polistrumentista e cantautore canadese (Windsor, n. 1946 - Santa Cruz, † 1999)

## Politici(42)
- Alexander Baring, VI barone Ashburton, politico inglese (n. 1898 - † 1991)
- Alexander Alvaro, politico tedesco (Bonn, n. 1975)
- Alexander von Bach, politico austriaco (Loosdorf, n. 1813 - Schöngrabern, † 1893)
- Alexander Baring, I barone Ashburton, politico e diplomatico britannico (Londra, n. 1774 - Longleat, † 1848)
- Alexander Bruce, VI Lord Balfour di Burleigh, politico e banchiere scozzese (Kennet, n. 1849 - Londra, † 1921)
- Alexander von Bülow, politico tedesco (Ludwigslust, n. 1829 - Schwerin, † 1901)
- Alexander Cadogan, politico britannico (Londra, n. 1884 - Londra, † 1968)
- Alex Chalk, politico britannico (Cheltenham, n. 1976)
- Alexander Baillie-Cochrane, politico britannico (n. 1816 - † 1890)
- Alexander De Croo, politico e imprenditore belga (Vilvoorde, n. 1975)
- Alec Douglas-Home, politico britannico (Londra, n. 1903 - Londra, † 1995)
- Alexandre Douala Manga Bell, politico camerunese (Douala, n. 1897 - † 1966)
- Alexander Dubček, politico cecoslovacco (Uhrovec, n. 1921 - Praga, † 1992)
- Alexander Funk, politico, avvocato e magistrato svizzero (Nidau, n. 1806 - Nidau, † 1871)
- Alexander Gauland, politico tedesco (Chemnitz, n. 1941)
- Alexander Gordon-Lennox, politico e militare inglese (n. 1825 - † 1892)
- Alexander Graf Lambsdorff, politico e diplomatico tedesco (Colonia, n. 1966)
- Al Green, politico statunitense (New Orleans, n. 1947)
- Alexander Hamilton, politico e generale statunitense (Charlestown, n. 1757 - New York, † 1804)
- Alexander Beresford Hope, politico britannico (Londra, n. 1820 - Cranbrook, † 1887)
- Boris Johnson, politico, giornalista e scrittore britannico (New York, n. 1964)
- Alexander Khatisian, politico e giornalista armeno (Tbilisi, n. 1874 - Parigi, † 1945)
- Alexander Langer, politico, saggista e giornalista italiano (Vipiteno, n. 1946 - Firenze, † 1995)
- Alexander Mach, politico slovacco (Slovenský Meder, n. 1902 - Bratislava, † 1980)
- Alexander Mackenzie, politico canadese (Logierait, n. 1822 - Toronto, † 1892)
- Alexander Macmillan, II conte di Stockton, politico britannico (Oswestry, n. 1943)
- Alexander Martin, politico statunitense (Contea di Hunterdon, n. 1740 - Contea di Rockingham, † 1807)
- Alexander Miesen, politico belga (Prüm, n. 1983)
- Alex Mooney, politico statunitense (Washington, n. 1971)
- Alexander Mitchell Palmer, politico statunitense (White Haven, n. 1872 - Washington, † 1936)
- Alexander Porter, politico statunitense (n. 1785 - Atakapa, † 1884)
- Alexander Ramsey, politico statunitense (Hummelstown, n. 1815 - Saint Paul, † 1903)
- Alexander Williams Randall, politico statunitense (Ames, n. 1819 - Elmira, † 1872)
- Alex Salmond, politico britannico (Linlithgow, n. 1954 - Ocrida, † 2024)
- Alex Sceberras Trigona, politico maltese (Sliema, n. 1950)
- Alexander Schalck-Golodkowski, politico tedesco orientale (Berlino, n. 1932 - Monaco di Baviera, † 2015)
- Alexander Schallenberg, politico, diplomatico e giurista austriaco (Berna, n. 1969)
- Alexander Spotswood, politico, militare e esploratore britannico (Tangeri, n. 1676 - Annapolis, † 1740)
- Alexander Hamilton Stephens, politico statunitense (Crawfordville, n. 1812 - Atlanta, † 1883)
- Alexander Van der Bellen, politico e economista austriaco (Vienna, n. 1944)
- Alexander Wassilko von Serecki, politico austriaco (Berehomet, n. 1827 - Lopušna, † 1893)
- Alexander Alexandrov Yordanov, politico bulgaro (Varna, n. 1952)

## Presbiteri(3)
- Alexander Briant, presbitero e gesuita inglese (Somerset, n. 1556 - Tyburn, † 1581)
- Alexander Huish, presbitero e biblista inglese (Wells, n. 1594 - † 1668)
- Alexander Nadson, presbitero bielorusso (Haradzieja, n. 1926 - Londra, † 2015)

## Produttori cinematografici(2)
- Alex Coco, produttore cinematografico statunitense
- A. Kitman Ho, produttore cinematografico hongkonghese (Hong Kong)

## Produttori discografici(1)
- Alex da Kid, produttore discografico britannico (Bristol, n. 1982)

## Produttori televisivi(2)
- Alex Bulkley, produttore televisivo, produttore cinematografico e regista statunitense
- Alexander Woo, produttore televisivo e sceneggiatore statunitense (New York)

## Progettisti(1)
- Alexander Carlisle, progettista britannico (Ballymena, n. 1854 - Londra, † 1926)

## Psicologi(2)
- Alexander Mitscherlich, psicologo tedesco (Monaco di Baviera, n. 1908 - Francoforte sul Meno, † 1982)
- Alexander de Voogt, psicologo olandese (Baarn, n. 1970)

## Psicoterapeuti(1)
- Alexander Lowen, psicoterapeuta e psichiatra statunitense (New York, n. 1910 - New Canaan, † 2008)

## Pugili(1)
- Alex Ireland, pugile britannico (Leith, n. 1901 - Edimburgo, † 1966)

## Rabbini(1)
- Sándor Büchler, rabbino e educatore ungherese (Fiľakovo, n. 1869 - Auschwitz, † 1944)

## Rapper(6)
- Rejjie Snow, rapper e cantautore irlandese (Dublino, n. 1993)
- Alex Ceesay, rapper e youtuber svedese (n. 1991)
- Bbno$, rapper e cantautore canadese (Vancouver, n. 1995)
- LX, rapper tedesco (Amburgo, n. 1986)
- Greekazo, rapper svedese (Hässelby, n. 2001)
- Big Scarr, rapper statunitense (Memphis, n. 2000 - Memphis, † 2022)

## Registi(12)
- Alexander Arnz, regista tedesco (Gladbach-Rheydt, n. 1932 - Colonia, † 2004)
- Alexander Butler, regista, attore e sceneggiatore britannico (n. 1869 - † 1959)
- Alex Cox, regista, sceneggiatore e attore britannico (Bebington, n. 1954)
- Alexander Grasshoff, regista, sceneggiatore e produttore cinematografico statunitense (Boston, n. 1928 - Los Angeles, † 2008)
- Alexander Hall, regista, montatore e attore statunitense (Boston, n. 1894 - San Francisco, † 1968)
- Alex Hardcastle, regista britannico (Berkshire, n. 1972)
- Alexander Kluge, regista, sceneggiatore e scrittore tedesco (Halberstadt, n. 1932)
- Alexander Korda, regista e produttore cinematografico ungherese (Pusztatúrpásztó, n. 1893 - Londra, † 1956)
- Alexander Nanau, regista, sceneggiatore e produttore cinematografico romeno (Bucarest, n. 1979)
- Alex Proyas, regista, sceneggiatore e produttore cinematografico australiano (Il Cairo, n. 1963)
- Alex de Renzy, regista statunitense (New York, n. 1935 - Los Angeles, † 2001)
- Alexander Yellen, regista e direttore della fotografia statunitense (Washington, n. 1981)

## Religiosi(2)
- Alexander John Forsyth, religioso scozzese (Belhelvie, n. 1768 - † 1843)
- Alexander Mackennal, religioso britannico (Truro, n. 1835 - Bowdon, † 1904)

## Rugbisti a 15(10)
- Alex Brown, rugbista a 15 britannico (Bristol, n. 1979)
- Alex Corbisiero, rugbista a 15 inglese (New York, n. 1988)
- Alex Cuthbert, rugbista a 15 britannico (Gloucester, n. 1990)
- Alex Dunbar, rugbista a 15 britannico (Dumfries, n. 1990)
- Alex Goode, rugbista a 15 inglese (Cambridge, n. 1988)
- Alex King, ex rugbista a 15 e allenatore di rugby a 15 britannico (Brighton, n. 1975)
- Alex Mitchell, rugbista a 15 inglese (Maidstone, n. 1997)
- Alex Waller, rugbista a 15 inglese (Kettering, n. 1990)
- Ali Williams, ex rugbista a 15 neozelandese (Auckland, n. 1981)
- Alex Wyllie, rugbista a 15 e allenatore di rugby a 15 neozelandese (Christchurch, n. 1944 - Picton, † 2025)

## Saltatori con gli sci(1)
- Alexander Herr, ex saltatore con gli sci tedesco (Furtwangen im Schwarzwald, n. 1978)

## Scacchisti(10)
- Alexander Baburin, scacchista sovietico (Gor'kij, n. 1967)
- Alexander Donchenko, scacchista tedesco (Mosca, n. 1998)
- Alexander Fritz, scacchista tedesco (Kirchlotheim, n. 1857 - Alsfeld, † 1932)
- Alexander Graf, scacchista tedesco (Tashkent, n. 1962)
- Alexander Halprin, scacchista russo (San Pietroburgo, n. 1868 - Vienna, † 1921)
- Alexander Ivanov, scacchista statunitense (Omsk, n. 1956)
- Alexander Kevitz, scacchista statunitense (New York, n. 1902 - New York, † 1981)
- Alexander McDonnell, scacchista irlandese (Belfast, n. 1798 - Londra, † 1835)
- Alexander Rueb, scacchista e diplomatico olandese (L'Aia, n. 1882 - † 1959)
- Alexander Shabalov, scacchista lettone (Riga, n. 1967)

## Sceneggiatori(5)
- Alexander Cary, sceneggiatore e produttore televisivo britannico (Londra, n. 1963)
- Alexander Dinelaris, sceneggiatore, drammaturgo e produttore cinematografico statunitense (New York, n. 1968)
- Alex Garland, sceneggiatore, regista e scrittore britannico (Londra, n. 1970)
- Alex Kurtzman, sceneggiatore, regista e produttore cinematografico statunitense (Los Angeles, n. 1973)
- Alexander Mackendrick, sceneggiatore e regista statunitense (Boston, n. 1912 - Los Angeles, † 1993)

## Scenografi(2)
- Alexander Golitzen, scenografo statunitense (Mosca, n. 1908 - San Diego, † 2005)
- Alexander Toluboff, scenografo russo (Lublino, n. 1882 - Michigan, † 1940)

## Schermidori(7)
- Hendrik van Blijenburgh, schermidore olandese (Amsterdam, n. 1877 - Wassenaar, † 1960)
- Alexander Choupenitch, schermidore ceco (Brno, n. 1994)
- Alexander Koch, ex schermidore tedesco (Bonn, n. 1969)
- Alexander Massialas, schermidore statunitense (San Francisco, n. 1994)
- Alex Orban, schermidore statunitense (Budapest, n. 1939 - † 2021)
- Alexander Pusch, ex schermidore tedesco (Tauberbischofsheim, n. 1955)
- Alexander Weber, schermidore tedesco (Bielefeld, n. 1978)

## Sciatori alpini(8)
- Alexander Ax Swartz, sciatore alpino svedese (n. 2006)
- Alexander Feinestam, ex sciatore alpino e sciatore freestyle svedese (n. 1974)
- Alexander Koll, ex sciatore alpino austriaco (Linz, n. 1982)
- Alexander Köll, ex sciatore alpino austriaco (Matrei in Osttirol, n. 1990)
- Alexander Prast, ex sciatore alpino italiano (n. 1996)
- Alexander Schmid, sciatore alpino tedesco (Fischen im Allgäu, n. 1994)
- Alexander Steen Olsen, sciatore alpino norvegese (n. 2001)
- Alex Williams, ex sciatore alpino statunitense (Rochester, n. 1963)

## Sciatori freestyle(1)
- Alexander Hall, sciatore freestyle statunitense (Fairbanks, n. 1998)

## Scienziati(1)
- Alexander Neckam, scienziato, letterato e abate inglese (St Albans, n. 1157 - Kempsey, † 1217)

## Scrittori(15)
- Sascha Anderson, scrittore e editore tedesco (Weimar, n. 1953)
- Alexander Chalmers, scrittore e giornalista britannico (Aberdeen, n. 1759 - Londra, † 1834)
- Alexander Duchnovič, scrittore, pedagogo e presbitero (Topoľa, n. 1803 - Prešov, † 1865)
- Alexander Moritz Frey, scrittore tedesco (Monaco di Baviera, n. 1881 - Zurigo, † 1957)
- Lars Kepler, scrittore svedese (Upplands Väsby, n. 1967)
- Alexander Key, scrittore statunitense (La Plata, n. 1904 - Eufala, † 1979)
- Alexander Kielland, scrittore e politico norvegese (Stavanger, n. 1849 - Bergen, † 1906)
- Alexander Lernet-Holenia, scrittore, drammaturgo e traduttore austriaco (Vienna, n. 1897 - Vienna, † 1976)
- Alexander Masters, scrittore e sceneggiatore britannico (New York, n. 1965)
- Alexander Moszkowski, scrittore e filosofo tedesco (Pilica, n. 1851 - Berlino, † 1934)
- Alexander Ramati, scrittore, sceneggiatore e regista polacco (Brėst, n. 1921 - Montreux, † 2006)
- Alexander Wyclif Reed, scrittore australiano (Auckland, n. 1908 - Wellington, † 1979)
- Alexander Ross, scrittore scozzese (Aberdeen - Bramshill, † 1654)
- Alexander Trocchi, scrittore scozzese (Glasgow, n. 1925 - Londra, † 1984)
- Alexander Werth, scrittore e giornalista russo (San Pietroburgo, n. 1901 - Parigi, † 1969)

## Scultori(5)
- Alexander Calandrelli, scultore tedesco (Berlino, n. 1834 - Lankwitz, † 1903)
- Alexander Calder, scultore statunitense (Lawnton, n. 1898 - New York, † 1976)
- Alexander Colyn, scultore fiammingo (Malines, n. 1527 - Innsbruck, † 1612)
- Alexander Oppler, scultore e medaglista tedesco (Hannover, n. 1869 - Berlino, † 1937)
- Alexander Stoddart, scultore scozzese (Edimburgo, n. 1959)

## Skeletonisti(2)
- Alexander Berner, skeletonista svizzero (n. 1901)
- Alexander Gassner, skeletonista tedesco (n. 1989)

## Slittinisti(1)
- Alexander Resch, ex slittinista tedesco (Berchtesgaden, n. 1979)

## Snowboarder(1)
- Alexander Payer, snowboarder austriaco (Sankt Veit an der Glan, n. 1989)

## Sollevatori(1)
- Viggo Jensen, sollevatore, tiratore a segno e pesista danese (Copenaghen, n. 1874 - Copenaghen, † 1930)

## Stilisti(1)
- Alexander Wang, stilista statunitense (San Francisco, n. 1983)

## Storici(4)
- Alexander Demandt, storico tedesco (Marburgo, n. 1937)
- Alexander Litschev, storico, filosofo e docente bulgaro (Pleven, n. 1946)
- Alexander van Millingen, storico, letterato e pittore inglese (Costantinopoli, n. 1840 - Tunbridge Wells, † 1915)
- Alexander Vasiliev, storico e insegnante russo (San Pietroburgo, n. 1867 - Washington, † 1953)

## Taekwondoka(1)
- Alexander Bachmann, taekwondoka tedesco (n. 1994)

## Tennisti(8)
- Alexander Erler, tennista austriaco (Kufstein, n. 1997)
- Sandy Mayer, ex tennista statunitense (Flushing, n. 1952)
- Alexander Mronz, ex tennista tedesco (Colonia, n. 1965)
- Alexander Popp, ex tennista tedesco (Heidelberg, n. 1976)
- Alexander Ritschard, tennista svizzero (Zurigo, n. 1994)
- Alexander Satschko, ex tennista e allenatore di tennis tedesco (Deggendorf, n. 1980)
- Alexander Ward, ex tennista britannico (Northampton, n. 1990)
- Alexander Waske, ex tennista tedesco (Francoforte sul Meno, n. 1975)

## Tenori(2)
- Alfie Boe, tenore e attore teatrale britannico (Blackpool, n. 1973)
- Alexander Girardi, tenore austriaco (Graz, n. 1850 - Vienna, † 1918)

## Teologi(1)
- Alexander Henderson, teologo scozzese (Crail, n. 1583 - † 1646)

## Tiratori a segno(1)
- Alexander Maunder, tiratore a segno britannico (Loxbeare, n. 1861 - Bickleigh, † 1932)

## Tiratori di fune(2)
- Alexander Kidd, tiratore di fune britannico († 1921)
- Alexander Munro, tiratore di fune britannico (Stornoway, n. 1870 - † 1934)

## Triatleti(1)
- Alex Yee, triatleta e mezzofondista britannico (Lewisham, n. 1998)

## Trombettisti(2)
- Alexander Abreu, trombettista, cantante e compositore cubano (Cienfuegos, n. 1976)
- Alec Fila, trombettista statunitense (Passic, n. 1921 - New York, † 2001)

## Tuffatori(1)
- Alexander Lube, tuffatore tedesco (n. 1996)

## Velocisti(7)
- Alexander Doom, velocista belga (Roeselare, n. 1997)
- Alexander Kosenkow, velocista tedesco (Tokmok, n. 1977)
- Alexander Nelson, ex velocista britannico (Stoke-on-Trent, n. 1988)
- Alexander Ogando, velocista dominicano (San Juan de la Maguana, n. 2000)
- Alex Ponton, velocista canadese (Edimburgo, n. 1898 - Toronto, † 1949)
- Alexander Thieme, velocista tedesco (Karl-Marx-Stadt, n. 1954 - Jahnsdorf, † 2016)
- Alex Wilson, velocista e mezzofondista canadese (Montréal, n. 1907 - Mission, † 1994)

## Vescovi cattolici(2)
- Alexander Chulaparambil, vescovo cattolico indiano (Kottayam, n. 1877 - Kottayam, † 1951)
- Alan McGuckian, vescovo cattolico britannico (Cloughmills, n. 1953)

## Viaggiatori(1)
- Alexander Gardner, viaggiatore, militare e mercenario statunitense (n. 1785 - Jammu, † 1877)

## Violinisti(4)
- Alexander Bălănescu, violinista rumeno (Bucarest, n. 1954)
- Alexander Markov, violinista statunitense (Mosca, n. 1963)
- Alexander Ritter, violinista e compositore tedesco (Narva, n. 1833 - Monaco di Baviera, † 1896)
- Alexander Schneider, violinista, direttore d'orchestra e docente russo (Vilnius, n. 1908 - Manhattan, † 1993)

## Wrestler(3)
- Alex Silva, wrestler canadese (Montréal, n. 1990)
- Sándor Szabó, wrestler ungherese (Košice, Impero austro-ungarico, n. 1906 - Los Angeles, California, † 1966)
- Alex Wright, ex wrestler tedesco (Norimberga, n. 1975)

## Zoologi(4)
- Alexander Koenig, zoologo, naturalista e ornitologo tedesco (San Pietroburgo, n. 1858 - Berlino, † 1940)
- Alexander von Middendorf, zoologo e esploratore russo (San Pietroburgo, n. 1815 - Hellenurme, † 1894)
- Alexander Nikolsky, zoologo russo (Astrachan', n. 1858 - Charkiv, † 1942)
- Alexander Mocsáry, zoologo e entomologo ungherese (Oradea, n. 1841 - Budapest, † 1915)

## Senza attività specificata(6)
- Alexander Agadzhanov, ex ballerino russo (Mary)
- Alexander Campbell, ex ballerino e direttore artistico australiano (Sydney, n. 1986)
- Frank James, pistolero e militare statunitense (Kearney, n. 1843 - Contea di Clay, † 1915)
- Alexander Kølpin, ex ballerino e attore danese (Charlottenlund, n. 1965)
- Alexander Rud Mills, australiano (n. 1885 - † 1964)
- Alexander Wienerberger, ingegnere chimico austriaco (Vienna, n. 1891 - Salisburgo, † 1955)